# Князе-Волконское
Кня́зе-Волко́нское — село в Хабаровском районе Хабаровского края России. Административный центр Князе-Волконского сельского поселения.

## Название
Село названо в честь князя Михаила Сергеевича Волконского, участника Амурской экспедиции 1849—1855 гг.
В 1902 году крестьянам Тамбовской губернии разрешили переселиться в районы Дальнего Востока. Всего переселенцев было 288 человек. В 1903 году в село приехали Карпушкины, Барановы и другие переселенцы из Тамбовской губернии, Борисоглебского уезда, где были владения князей Волконских.

## География
Расположено на 30-м километре региональной автодороги Р454 Хабаровск — Комсомольск-на-Амуре.
По западной окраине села протекает река Сита. По южной окраине села протекает река Обор, впадая в Ситу.

## Население
| 1902  | 1915 | 1926 | 2002  | 2010  | 2011  | 2012  |
| ----- | ---- | ---- | ----- | ----- | ----- | ----- |
| 288   | ↗739 | ↘647 | ↗9206 | ↘9155 | ↗9186 | ↘9169 |
| 2021  |      |      |       |       |       |       |
| ↘6758 |      |      |       |       |       |       |

## Инфраструктура
Село Князе-Волконское состоит из собственно села и отдельно расположенных на его окраине жилых домов воинского гарнизона войсковой части 51460 (Князе-Волконское-1, также известно как «Млечник» по радиопозывному части). В гарнизоне базируется 64-я отдельная гвардейская мотострелковая бригада.
В селе работает Дом культуры, гарнизонный Дом офицеров, почтовое отделение связи, средняя школа, врачебная амбулатория, пожарная часть, ряд продовольственных и промтоварных магазинов, кафе.
29 августа 2014 года в селе Князе-Волконское состоялось открытие нового детского сада «Мечта», рассчитанного на 110 мест.

## Памятники
В сквере возле здания администрации установлен памятник односельчанам, погибшим в годы Великой Отечественной войны.

## Транспорт
Из села до автовокзала г. Хабаровска ходит автобус прямого маршрута № 101,101п,118

## Экономика
Сельское хозяйство, животноводство, добыча полезных ископаемых (гравий) на расположенных возле села карьерах, лесозаготовки.

## Достопримечательности
К западу от села на берегу Ситы находится памятник природы местного значения — роща естественного происхождения.
В окрестностях села Князе-Волконское (вблизи села Благодатное) на месте бывшего гравийного карьера находится большое озеро искусственного происхождения Благодатное. Озеро является местом летнего и зимнего отдыха местных жителей и хабаровчан.
- Памятник односельчанам, погибшим в годы Великой Отечественной войны.
- Добыча гравия земснарядом возле сёл Князе-Волконское и Благодатное.
- Река Сита у села Князе-Волконское.
- Озеро Благодатное возле сёл Князе-Волконское и Благодатное.

## Известные жители
- Никитенко, Николай Михайлович (1922—1978), Герой Советского Союза, лётчик-штурмовик, его именем названа улица.